# میچتا
میچتا (انگلیسی: Michetta) به معنای نان خُرد یا کوچک است که این تلفظ تنها در ایتالیای شمالی کاربرد دارد. نوعی نان سفید در آشپزی ایتالیایی است.